# 詹永杰
詹永杰（1935年1月4日—2017年1月30日），北京人，中华人民共和国政治人物。

## 生平
- 小學時曾和李敖為同班同學[1]
- 1953年1月加入中国共产党
- 1960年11月参加工作。历任中央调查部干训班、国际关系学院法文班学员，中央调查部助理员、副局长、局长，国家安全部局长等职。
- 1990年12月，任中华人民共和国国家安全部党委委员、副部长[2]。
- 2004年9月退休。
- 2017年1月30日在北京逝世，时年83岁[3]。

他还担任政协第八届、九届全国委员会委员。